# نوردنات
نوردنات كانت جمعية لأحزاب اليمين المتطرف، تأسست في مالمو في 8 يونيو 1997، في محاولة لتوحيد الأحزاب القومية الاسكندنافية. كان المبادر الرئيسي هو الديمقراطيين السويديين، الذين كانوا أيضًا عضوًا في يورونات الأوسع مع الحركة الشعبية الوطنية الفنلندية. اعتبر الحزبان أنفسهم «ديمقراطيين قوميين»، ووضعوا ميثاقًا للعمل من أجل حماية السيادة الوطنية والبيئة وثقافة وشعب الشمال ومعارضة الهجرة الجماعية. وفقًا لتقرير مجلس أوروبا كانت الأحزاب السويدية والفنلندية «أحزابًا قومية تقليدية»، بينما كانت الأحزاب النرويجية والدنماركية «تجمعات نازية جديدة». تم حل الجمعية في عام 1999. The four parties in the association were: